# Гурьевское городское поселение (Калининградская область)
Гу́рьевское городско́е поселе́ние — упразднённое муниципальное образование в составе Гурьевского района Калининградской области. В состав поселения входит единственный населённый пункт — город Гурьевск.

## История
Гурьевское городское поселение образовано 30 июня 2008 года в соответствии с законом Калининградской области № 254.
Законом Калининградской области от 29 мая 2013 года № 229, 1 января 2014 года все муниципальные образования Гурьевского муниципального района — Гурьевское городское поселение, Большеисаковское, Добринское, Кутузовское, Луговское, Низовское, Новомосковское и Храбровское сельские поселения — были преобразованы в Гурьевский городской округ.

## Население
| 2002   | 2010    | 2012    | 2013    |
| ------ | ------- | ------- | ------- |
| 10 913 | ↗12 431 | ↗12 711 | ↗13 078 |

## Состав городского поселения
В состав городского поселения входит один населённый пункт.
- Гурьевск (город, административный центр) — 27 751[9]